# Коюльхисар
Коюльхисар (тур. Koyulhisar) — город и район в Турции, в иле Сивас. Расположен в долине реки Келькит, простирающейся с запада на восток, у подножья горы Ыгдыр (Игдир, Iğdır Dağı, 1841 м) Понтийских гор, на стыке хребтов Джаник и Гиресун Восточно-Понтийских гор, у истоков реки Мелет-Ирмак, в 176 км от административного центра ила, города Сивас. Население города — 4250 человек (2020).
Граничит на востоке с Сушехри, на юге — с Доганшар и Зара, на севере — с Месудие ила Орду, на северо-востоке — с Шебинкарахисар ила Гиресун. Средняя высота над уровнем моря — 850 м. Площадь района — 946 км². Население района — 12 637 человек (2020). Климат района — переходный между умеренным климатом Черноморского региона и континентальным климатом региона Центральной Анатолии. Он больше носит черты черноморского климата, что отражается в особенностях лесного покрова, состоящего из сосны, пихты, граба и дуба.

## История
В 17 км от Коюльхисара расположен телль Эгричимен-Хююк (Eğriçimen Höyüğü), который был населён в 3—1-м тысячелетии до н. э.
Между 2000 и 1000 годами до н. э. область Коюльхисара входила в Хеттское царство. Коюльхисар в этот период находился между современным Коюльхисаром и Сушехри, в районе деревни Ялнызтепе. К северу от деревни находится крепость. На юге деревни Айдынлар находится телль. Раскопки не проводились. Позднее город был перенесён в место в 3 км к северу от современного Коюльхисара, здесь находятся руины дворца и некрополь.
Под напором «народов моря» — фригийцев, киммерийцев и мидийцев в первые десятилетия XII века до н. э. погибло Хеттское царство.
На месте города находился древний город Никополь Армянский.
Сивасский султан Бурхан ад-Дин в 1382 году захватил Коюль-Хисар, принадлежащий эмиру Таджеддину. Весной 1382 года эмир Мутаххартан, пришедший к власти в Эрзинджане во второй половине 1379 года, попытался взять Коюль-Хисар, но потерпел неудачу.
В рамках союза с Трапезундской империей султанат Ак-Коюнлу включается в борьбу с османским султаном Мехмедом II, и осенью 1459 года, желая оттеснить турок от границ Трапезундской империи, Узун Хасан захватывает османский Коюль-Хисар и осаждает Мелет (ныне Месудие). К востоку от деревни Юкарыкале Узун Хасан построил крепость, которую описал Эвлия Челеби. В 1461 году Мехмед II осадил Коюль-Хисар, который начальник сдал по договору.
Относился к санджаку Карахисар-и Шарки вилайета Сивас.
Город был полностью разрушен во время землетрясения в Эрзинджане в ночь с 26 на 27 декабря 1939 года. Затем Коюльхисар был восстановлен.
В 1964 году основан район Коюльхисар ила Сивас.